# とけた電球
とけた電球 (とけたでんきゅう) は日本のポップ・ロックバンド。2012年結成。元ホリプロ所属。

## 来歴
- 2012年5月、慶應義塾高校のマンドリンクラブで出会ったメンバーで結成する[2]。初期メンバーは岩瀬賢明・境直哉・塩田航己・髙城有輝の4名。2018年2月18日のワンマンライブをもって塩田が脱退し、サポートベーシスト期間を経て、2019年1月30日の1st.EPリリース記念イベントにて、よこやまこうだいの正式加入が発表される。

- 閃光ライオット2013にて、ファイナリストに選ばれる。ラジオ番組SCHOOL OF LOCK!の生徒によって野音「キモチステージ」に立つことが決まった。

- よこやまこうだいは、鴻池ハルカらとともにARCHAIC RAG STOREのベーシストとして同じく閃光ライオット2013で名古屋ダイアモンドホールの三次審査に出場していた。

- 地上波初登場は、2016年4月24日NHK総合「シブヤノオト」。

- フジテレビ「Love music」では2018年12月16日、”Come music”コーナーにて取り上げられた。2020年7月5日には「トライアングル」をスタジオ収録にて披露。

- MOOSIC LAB 2019で公開された映画「ビート・パー・MIZU」[3]（監督/脚本：富田未来）で劇中歌を担当するとともに、ライブシーンで出演。「ビート・パー・MIZU」はMOOSIC LAB 2019で短編部門審査員特別賞を受賞。主演の石川瑠華の最優秀女優賞、のミュージシャン賞とトリプル受賞を果たした。

- 2017年、ホリプロに所属する。

- 「実写「ホリミヤ」」映画版の主題歌「灯」及びドラマ版のOP曲「どうすんの？」・ED曲「灯」を担当。

- 壁井ユカコ原作（角川文庫刊）映画「NO CALL NO LIFE」[4]主題歌「ふたりがいい」を担当。

- 2024年3月31日、ホリプロを退社[1]。

## メンバー
岩瀬賢明（いわせけんめい）
- ボーカル、ギター及び作詞作曲担当。
- 1995年4月17日生まれ。溝の口在住。
- 呼び名はメンバーからは「岩瀬」、ファンからは「けんめたん」・「いわせさん」など。
- 好きな女性のタイプは「ネコ目でえっちな人」
- Twitterアカウント名は「ぶすじゃないわせ」。@ken31081

境直哉（さかいなおや）
- キーボード・作詞作曲担当。
- 1994年10月26日生まれ。
- 呼び名はメンバーからは「境」、ファンからは「境さん」など。
- 「血と肉と人間味がにじみ出た鍵盤弾き」を尊敬し、ライブシーンでのリズムにのった首振りはファンからも楽しみにされている。
- Twitterアカウント名は「境 直哉(とけた電球)」。@toketasakaina

よこやまこうだい（よこやまこうだい）
- ベース担当。
- 1996年3月16日生まれ。
- 呼び名はメンバーからは「こうだい」、ファンからは「こうだいくん」・「よこやまさん」など。
- 様々なバンドでのサポートを行っている。
- 2019年1月30日に正式加入。
- ヨウジヤマモトの服を好むことや日向坂46のファンであることを公言している。
- Twitterアカウント名は「よこやま こうだい(とけた電球)」。@koudaiyokoyama

髙城有輝（たかぎゆうき）
- ドラム担当。
- 1995年4月7日生まれ。
- 呼び名はメンバーからは「タカギ」、ファンからは「髙城さん」など。
- 自他ともに認めるカレー好きであり、カレーを食べ歩く他、自ら調理なども行っている。
- Twitterアカウント名は「髙城有輝｜とけた電球」。@doseisan21

## 旧メンバー
塩田航己
- ベース担当。
- 2018年2月18日のワンマンライブをもって脱退。

## ディスコグラフィ

### シングル
| 発売日        | タイトル   | 収録曲                                                                                           | 備考                     |
| ------------- | ---------- | ------------------------------------------------------------------------------------------------ | ------------------------ |
| 2016年8月9日  | また今度ね | 1. 終電が邪魔をする 2. ムーンラヴァー 3. 夕焼けを見て音楽を聞こう 4. SAYONARA                    | ライブ会場・公式通販限定 |
| 2017年3月24日 | 夜に唄えば | 1. Baby night, Baby love 2. Welcome (hmc mix) 3. 心が忘れない 4. Baby night, Baby love (quartet) | ライブ会場・公式通販限定 |

### 配信限定シングル
| 発売日         | タイトル                         | レーベル        |
| -------------- | -------------------------------- | --------------- |
| 2018年2月28日  | 笑い話                           | ホリプロ        |
| 2021年2月16日  | どうすんの？                     | ホリプロ        |
| 2021年2月16日  | 灯                               | ホリプロ        |
| 2021年3月3日   | ふたりがいい                     | ホリプロ        |
| 2021年10月27日 | 彩                               | ALL LIGHT LABEL |
| 2022年7月13日  | トラベル                         | ホリプロ        |
| 2022年8月17日  | 2番手                            | ホリプロ        |
| 2023年4月19日  | マイヒーロー                     | ホリプロ        |
| 2023年9月6日   | アイコンタクト cw/まだ、足りない | ホリプロ        |

### アルバム
|          | 発売日         | タイトル           | 規格品番  | 収録曲 | 備考                                     |
| -------- | -------------- | ------------------ | --------- | --- | ---------------------------------------- |
| 1st mini | 2015年8月5日   | 最初の恋のように   | UXCL-74   | 1. 強がり 2. いらない 3. アート 4. 夢の続き 5. 影 6. あの娘の匂い 7. そのまま |                                          |
| 2nd mini | 2017年12月6日  | 魔法が使えないから | HPTD-0001 | 1. ご機嫌な平日 2. 魔法が使えないから 3. ムーンラヴァー 4. Welcome 5. 終電が邪魔をする 6. Baby night, Baby love 7. 素敵な靴 8. 心が忘れない                                                                                   | オリコン最高272位                        |
| 3rd mini | 2018年11月28日 | STAY REMEMBER      | HPTD-0003 | 1. 新鮮な身体 2. ロードムービー 3. 覚えてないや 4. 日々のかけら 5. 僕を忘れないでね |                                          |
| 4th mini | 2020年3月4日   | WONDER by WONDER   | HPTD-0004 | 1. トライアングル 2. 未来 3. DRAMA 4. 焦がれる（MOOSIC LAB 2019「 ビート・パー・MIZU」主題歌） 5. 恋の美学 | オリコン最高282位                        |
| 1st full | 2022年10月5日  | piece of film      | HPTD-0011 | 1. spring sleep 2. 鏡の国 3. トラベル 4. ごめんね 5. 弱いです 6. 2番手 7. 彩 8. 軽率に恋して 9. どうすんの？ 10. 灯 11. わがままま 12. ふたりがいい 13. 君がくれたもの 14. 夕焼けを見て音楽を聞こう 15. あなたへ 16. 夢見てる | 「夢見てる」はCD盤のみ収録 -Bonus track- |

### 参加作品
| 発売日        | タイトル           | 規格品番  | 収録曲          | 備考 |
| ------------- | ------------------ | --------- | --------------- | --- |
| 2013年12月4日 | 閃光ライオット2013 | RIOT-2013 | M.4『いらない』 | ※TOKYO FM「SCHOOL OF LOCK!」が主催する10 代限定TEENAGE LOCK FES「閃光ライオット2013」のコンピレーションアルバム。 |

## 公式動画
Official Music Video
|   | 公開日     | タイトル                                                      | 出演                                   | 監督        | 備考                                                                                        |
| - | ---------- | ------------------------------------------------------------- | -------------------------------------- | ----------- | ------------------------------------------------------------------------------------------- |
| 1 | 2016/02/13 | 「Welcome」                                                   | いわたえりな・松居淳平                 | にったりえ  |                                                                                             |
| 2 | 2016/05/30 | 「夢の続き（Band Acoustic）」                                 |                                        |             | 撮影：さのしおり・Yuya Tsurita / 録音：中村リョーマ                                         |
| 3 | 2017/10/05 | 「心が忘れない」                                              | 新井郁                                 | 枝優花      | 2nd Album「魔法が使えないから」収録曲。2016年秋解散した盟友"最悪な少年"に贈った楽曲         |
| 4 | 2017/12/01 | 「魔法が使えないから」                                        | 松澤匠                                 | 枝優花      | 2nd Album「魔法が使えないから」収録曲                                                       |
| 5 | 2018/11/09 | 「覚えてないや」                                              | 奥村秀人・竹内ももこ                   | 有光文弥    | 1st E.P.「STAY REMEMBER」収録曲                                                             |
| 6 | 2019/10/18 | 「焦がれる」（MOOSIC LAB 2019「ビート・パー・MIZU」コラボMV） | 石川瑠華・遠藤史也・齊藤英里・坂田秀晃 | 富田未来    | 配信シングル「焦がれる」収録曲。（MOOSIC LAB 2019短編映画部門「ビート・パー・MIZU」主題歌） |
| 7 | 2020/03/03 | 「トライアングル」                                            | 中田青渚・高丸えみり                   | 井上康平    | 2nd EP「WONDER by WONDER」収録曲                                                            |
| 8 | 2021/02/16 | 「灯」                                                        | とけた電球                             | 松本花奈    | MBS/TBSドラマ 『ホリミヤ』 エンディングテーマ、劇場版主題歌                                 |
| 9 | 2022/10/04 | 「spring sleep」                                              | 岩瀬賢明                               | Riki Yasuno | 配信フルアルバム「piece of film」収録曲                                                     |

Official Music Video
|   | 公開日     | タイトル     | 出演 | 監督 | 備考                    |
| - | ---------- | ------------ | ---- | ---- | ----------------------- |
| 1 | 2022/07/20 | 「トラベル」 |      |      | 2022/07/13 配信リリース |
| 2 | 2022/08/17 | 「2番手」    |      |      | 2022/08/17 配信リリース |

Official Live Video
|   | 公開日     | タイトル                             | LIVE開催日 | LIVE開催地             | 撮影     | 備考 |
| - | ---------- | ------------------------------------ | ---------- | ---------------------- | -------- | --- |
| 1 | 2015/04/25 | 「夢の続き」                         | 2015/03/23 | 新宿MARZ               | 佐野栞   | |
| 2 | 2018/06/22 | 「笑い話」                           | 2018/02/14 | 渋谷TSUTAYA O-nest     | 寺澤直人 | ワンマンライブ「魔法をかけてあげよう」より「笑い話」/ Rec Engineer：中村リョーマ / 映像編集：寺澤 直人           |
| 3 | 2019/01/21 | 「終電が邪魔をする」                 | 2018/02/14 | 渋谷TSUTAYA O-nest     | 寺澤直人 | ワンマンライブ「魔法をかけてあげよう」より「終電が邪魔をする」/ Rec Engineer：中村リョーマ / 映像編集：寺澤 直人 |
| 4 | 2020/04/19 | 「未来」                             | 2020/03/29 | fanistream無観客ライブ |          | コロナ禍のため、ワンマンライブが中止となり、fanistreamで配信を行った無観客ライブより「未来」                     |
| 5 | 2020/05/05 | 「覚えてないや」                     | 2020/03/29 | fanistream無観客ライブ |          | コロナ禍のため、ワンマンライブが中止となり、fanistreamで配信を行った無観客ライブより「覚えないや」               |
| 6 | 2021/10/09 | 「魔法が使えないから・彩・焦がれる」 | 2021/10/09 | 下北沢440              |          | よこやまこうだい発熱による「電球の日」下北沢440公演延期に伴い、他メンバー3人でのアコースティックミニライブ       |
| 7 | 2022/10/17 | 「いらない」                         | 2022/09/15 | 名古屋ell. FITS ALL    |          | 「ALL LIGHT TOUR 2022 ～HOPE～」より「いらない」                                                                 |

HOME LIVE ver. Video
|   | 公開日     | タイトル                                         | 備考 |
| - | ---------- | ------------------------------------------------ | --- |
| 1 | 2020/05/17 | 「DRAMA」HOME LIVE ver.                          | コロナ禍のため、メンバーそれぞれの自宅からのリモートライブを行う企画「HOME LIVE」第1弾。2nd EP「WONDER by WONDER」より「DRAMA」 |
| 2 | 2020/05/24 | ×ましのみ「Baby night, Baby love」HOME LIVE ver. | コロナ禍のため、メンバーそれぞれの自宅からのリモートライブを行う企画「HOME LIVE」第2弾。岩瀬の大学の同級生で、シンガーソングライターのましのみを迎えて、 2017年リリースアルバム「魔法が使えないから」より「Baby night, Baby love」をコラボセッション |
| 3 | 2020/06/14 | 「焦がれる」HOME LIVE ver.                       | コロナ禍のため、メンバーそれぞれの自宅からのリモートライブを行う企画「HOME LIVE」第3弾。2nd EP「WONDER by WONDER」より「焦がれる」。 |

Tie-up Video
|   | 公開日     | タイトル                      | 備考 |
| - | ---------- | ----------------------------- | --- |
| 1 | 2020/12/21 | 実写「ホリミヤ」予告編 30秒版 | 超人気漫画「ホリミヤ」の実写映画化&TVドラマ化に際し、書き下ろしたエンディングテーマ／劇場主題歌「灯」を初解禁 |
| 2 | 2020/12/21 | 実写「ホリミヤ」予告編 60秒版 | 超人気漫画「ホリミヤ」の実写映画化&TVドラマ化に際し、書き下ろしたエンディングテーマ／劇場主題歌「灯」を初解禁 |
| 3 | 2019/10/18 | 映画『NO CALL NO LIFE』予告編 | 主題歌「ふたりがいい」を担当した映画の公式予告編が公開                                                        |

## 公式コミュニティ
「スワン&エジソン」。コミュニティ名の由来は「電球を作った人と広めた人」の名前から。会員は「まめ電」と呼ばれる。

## タイアップ
「ビート・パー・MIZU」
「実写「ホリミヤ」」
「NO CALL NO LIFE」

## テレビ出演
NHK総合「シブヤノオト」
- 2016年4月24日。当日のMCは徳井義実（チュートリアル）、清水富美加。他の出演者はゴールデンボンバー、西野カナ、乃木坂46、他。

フジテレビ「Love music」
- 2018年12月16日。”Come music”コーナーにて取り上げられた。
- 2020年7月5日。「心に響く歌詞とメロディで注目を浴びるバンド」と紹介される。2nd Ep.「WONDER by WONDER」から「トライアングル」をスタジオ収録にて披露。「トライアングル」は「疾走感のあるポップチューン」と紹介された。

## ラジオ出演
TOKYO FM 80.0 「SCHOOL OF LOCK!」
- 2013年7月30日。andropが閃光ファイナリストについて褒め、も話題に上がる。
- 2013年8月6日。曲をオンエア。
- 2013年10月15日。閃光ライオット2013コンピレーションCD用音源がオンエア。
- 2015年3月4日。「いらない」がオンエア。
- 2017年11月25日。番外編「松田LOCKS!」にて岩瀬が出演。
- 2020年2月4日。岩瀬がとーやま校長に手紙を送り、とーやま校長が読む。新曲「トライアングル」をオンエア。
- 2020年2月6日。メンバー4人とも手紙を送る。よこやまからの手紙をとーやま校長校長が紹介。「トライアングル」をとーやま校長によりオンエア。手紙は編集後記で公開。
- 2020年3月11日。「松田LOCKS!」にてコメント出演。

TOKYO FM 80.0 「RADIO DRAGON NEXT」
- 2017年12月21日。岩瀬・髙城が菅野結以と共演。
- 2020年2月21日。2nd EP.「WONDER by WONDER」より新曲「未来」を初オンエア。
- 2020年3月13日。メンバー出演。
- 2021年1月17日。メンバー出演。
- 2021年1月24日。メンバー出演。

エフエムちゅうおう 78.1 「YES-fm」
- 2013年8月26日。9月1日まで「いらない」を毎日オンエア。

FM RADIO3 仙台 76.2 「Groovin'J」
- 2015年8月11日。岩瀬のコメントとともに「いらない」をオンエア。

J-WAVE 81.3 「J-POP SATURDAY」
- 2015年9月26日。岩瀬が電話出演。

J-WAVE 81.3 「SONAR MUSIC」
- 2016年10月6日。ナビゲーターは藤田琢己、水野良樹（いきものがかり）。岩瀬は電話で出演を行った。
- 2017年11月30日。「魔法が使えないから」MV公開に先立ち初オンエア。
- 2018年2月15日。スタジオ生ライブを披露。
- 2018年10月25日。「覚えてないや」フルコーラスにてオンエア。
- 2018年11月。「覚えてないや」が11月度のJ-WAVE「SONAR TRAX」に選出。
- 2019年9月25日。MOOSIC LAB 2019「ビート・パー・MIZU」の主題歌である「焦がれる」が初解禁。
- 2020年2月3日。2nd Ep.「WONDER by WONDER」より「トライアングル」が初オンエア。
- 2020年3月。「トライアングル」がJ-WAVE「SONAR TRAX」として選出され、「SONAR MUSIC」他J-WAVEの番組にてオンエア。
- 2020年3月4日。岩瀬のコメントが流れる。
- 2020年3月24日。企画「音楽を止めるな！」にて生配信ライブ。

J-WAVE 「RADIO DONUTS」
- 2018年12月29日。ナビゲーターは渡辺祐と山田玲奈。ラジオに生出演。
- 2020年3月21日。岩瀬が出演。

ニッポン放送 「オールナイトニッポンぶっとおしライブ」
- 2015年12月30日。ラジオ生出演。チャラン・ポ・ランタンや吉田山田らと共演。

ニッポン放送 「清水富美加　みなぎるPM」
- 2016年9月23日。清水富美加がパーソナリティをつとめるラジオで曲が流れる。

sora×niwa 「金曜日の昼下がりは…M探っ！」
- 2016年5月6日。曲をオンエア。

MID-FM 761 「MID×TRACKs」
- 2016年6月23日。パーソナリティは緑黄色社会。

ABCラジオ 「よな～・New・Waves」
- 2016年7月13日。清水富美加の激PUSHバンドとして紹介される。キーワードは「低反発ボイス」。

ABCラジオ 「下埜正太のショータイムレディオ」
- 2018年12月15日。岩瀬が出演。

FM79.2 木場レインボータウンFM 「ナイスク学園」
- 2017年11月17日。メンバー出演。

文化放送 「渋谷×文化ラジオ」
- 2017年12月13日。ピックアップ「渋谷HOT TUNE」に「魔法が使えないから」が選出。

文化放送 「楽器楽園~ガキパラ~　for all music-lovers」
- 2021年3月2日。岩瀬・髙城がゲスト出演。
- 2021年3月9日。岩瀬・髙城がゲスト出演。

FM YOKOHAMA 84.7 「KANAGAWA MUSIC LAND」
- 2017年12月。12月水曜EDテーマとして「Baby night, Baby love」が採用。12月の木曜レギュラーとして出演。
- 2018年11月29日。「日々のかけら」ライブ収録を放送。
- 2020年3月。KANAGAWA MUSIC LAND-SPROUTにて3月限定出演。「夜ふかしの美学」
- 2021年11月15日。岩瀬がコメント出演。

FM YOKOHAMA 84.7 「TRESEN」
- 2018年1月11日。岩瀬が生出演。
- 2021年3月8日。岩瀬がリモート生出演。

FM YOKOHAMA 84.7 「忘れてほしくない話」
- 2018年12月。月間レギュラー出演。

FM YOKOHAMA 84.7 「E-ne! ~good for you~」
- 2018年11月28日。1st Ep. 「STAY REMEMBER」のリリース当日に生出演。
- 2021年2月23日。岩瀬がリモート生出演。

Kiss FM KOBE 89.9 「Viva la radio」
- 2018年12月14日。岩瀬が出演。

「FOR THE NEXT」
- 2018年1月。5つのFMラジオ局が各地のネクストブレイクアーティストを紹介する「FOR THE NEXT」に選出。

ZIP-FM 77.8 「FIND OUT」
- 2018年6月10日。メンバーコメントが放送。
- 2021年2月14日。コメントオンエア。

ZIP-FM 77.8 「×music」
- 2018年6月10日。メンバーコメントが放送。

FM FUJI 78.6 「四千ミルク」
- 2018年11月28日。1st Ep. 「STAY REMEMBER」のリリース当日に生出演。MCは四千頭身。

ナタリーインターネットラジオ 「ラジナタ！」
- 2019年1月22日。MCはラブレターズ。岩瀬が出演。

FM大阪 85.1  GOODWARP「Music Convoy Wedneday」
- 2019年6月5日。ゲスト生出演。
- J-WAVE「RADIO DONUTS」

JFN38局 「simple style －オヒルノオト－
- 2020年2月28日。トライアングルをオンエア。

FM京都 89.4 FM - α-STATION 「LIFT」
- 2021年2月15日。岩瀬・境がリモート生出演。デジタルシングル「灯」「どうすんの？」をリリース前日にオンエア。「ふたりがいい」初オンエア。

FM秋田 82.8 「mix」
- 2021年2月24日。

FMはつかいち 76.1  インディーズ・アロー」
- 2021年2月24日。Q&Aインタビュー出演。

FM NORTH WAVE 82.5 「GOGO RADIO COMPANY」
- 2022年9月21日。岩瀬・境が生出演。

FM HOKKAIDO 80.4 AIR-G'「Be My Radio」
- 2022年9月21日。岩瀬が生出演。

STVラジオ「まるごと！エンタメーション」
- 2022年9月22日。岩瀬が生出演。

NHK-FM 「ミュージックライン」
- 2022年10月5日。メンバー出演。

HBCラジオ 91.5
- 2022年10月。「spring sleep」が「10月度推薦曲 ～J-POP部門」に選出。

FM岩手
- 2022年10月。「spring sleep」が「10月度POWER PLAY」に選出。

ふくしまFM
- 2022年10月。「spring sleep」が「10月度プライムミュージック」に選出。

BSNラジオ 新潟
- 2022年10月10日～16日。「spring sleep」が「ウィークリーチューン」に選出。

FM++ 78.1 YES-fm 「24wagon」
- 2022年10月10日～14日。「spring sleep」が1週間オンエア。